# Jan Pankratowicz
Jan Pankratowicz (ur. 1870 w Klecku, zm. 6 października 1937 w Słucku lub Kalicie) – kapłan prawosławny, nowomęczennik.

## Życiorys
O jego dzieciństwie i młodości brak danych. Od 1913 r. pełnił funkcję proboszcza parafii Opieki Matki Bożej w Czyżewiczach, koło Soligorska. W Wielkanoc 1918 r. otrzymał skufię za sumienną służbę. W 1934 jego parafia została zamknięta. Wówczas protojerej Jan Pankratowicz zaczął prowadzić wędrowną działalność duszpasterską, poruszając się od wsi do wsi, nakłaniając chłopów do odważnego wyznawania wiary prawosławnej i do składania podpisów pod petycją z prośbą o otwarcie cerkwi. Z tego powodu został aresztowany 23 sierpnia 1937 i skazany przez trójkę NKWD na śmierć. Kapłan odmówił zrzeczenia się kapłaństwa, co mogło uratować go przed najwyższym wymiarem kary. Został rozstrzelany w Słucku 6 października 1937. Według działacza społecznego Anatola Balakira kapłan został rozstrzelany w uroczysku w pobliżu wsi Kalita.
15 marca 1989 został całkowicie zrehabilitowany. 28 października 1999 kanonizowany przez Egzarchat Białoruski Patriarchatu Moskiewskiego jako jeden z Soboru Nowomęczenników Eparchii Mińskiej. Od 2000 jest czczony w całym Rosyjskim Kościele Prawosławnym.